# 한국은행 화폐박물관

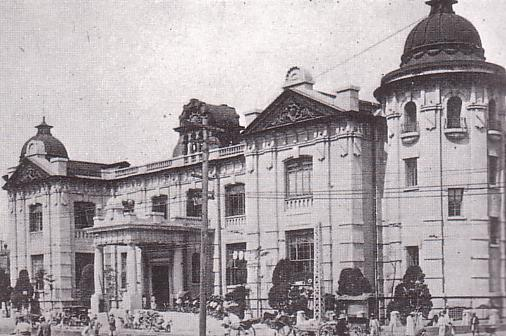
당시 조선은행 본관

한국은행 화폐박물관(韓國銀行 貨幣博物館)은 2001년에 설립되었다. 박물관이 위치한 한국은행 구본관은 서울 중구 남대문로에 위치한 대한민국의 사적 제280호로 지정된 건물이다.
박물관은 크게 전시 공간과 보조 공간으로 나뉘어 있는데, 전시 공간은 우리의 중앙은행, 화폐의 일생, 돈과 나라경제, 화폐광장, 상평통보갤러리, 금과 화폐실, 화폐기기실, 기증화폐실, 모형금고, 세계의 화폐실, 체험학습실, 기획전시실, 한은갤러리로 구성되어 있다. 보조 공간으로는 자료안내실, 뮤지엄샵, 카페 등을 두어 이용자들이 편안하게 이용할 수 있게 하였다.

## 건물 연혁
한국은행 옛 본관건물의 준공 당시 명칭은 조선은행(朝鮮銀行) 본점이다. 일제는 본격적인 대한(對韓) 침략정책에 따라 1905년부터 정부 국고금의 취급, 화폐 정리, 은행권의 발행 등을 담당할 일본 제일은행(第一銀行)의 한국 총지점인 경성 지점(京城支店)을 설립하였다. 그런데 1909년 10월 한국은행을 설립하면서 한국은행은 제일은행 경성지점의 업무를 인계 받아 중앙은행으로서 기능하였다. 그러나 일제강점으로 한국은행은 1911년 조선은행으로 개칭되었고, 조선총독부 직속 금융기관으로서의 구실을 담당하였다.
본 건물은 1907년 11월 제일은행 경성지점으로 착공되어 1909년 7월 11일 정초(定礎)되었고, 1912년 1월 조선은행 본점으로 준공되었다. 지하 1층, 지상 3층, 연면적 2,625평 규모로서 설계자는 다쓰노 깅고(辰野金吾), 시공사는 시미즈 구미(淸水組), 감독관은 나카무라 요시헤이였다.
이 건물은 철근 콘크리트 구조에 석조로 마감하였다. 의장적으로 중요하게 처리된 지붕은 철골ㆍ철판을 장식적으로 조립했다.
평면은 ‘井(정)’자형 장방형이다. 그 중앙에는 약 160평(529m2)의 객장(客場)이 있으며, 1,600여명을 수용할 수 있었다 한다. 그 지하에는 당시 조선 최대의 대형 금고를 설치하였다.
건물 전면부는 현관을 중심으로 좌우 대칭이다. 중앙에는 현관부를, 그 좌우에 주 벽체부와 페디먼트부를 두고, 원형의 탑을 덧붙였다. 현관은 투스칸 오더(Tuscan order)의 화강석 원주로 받쳐진 캐노피 형태이고, 승하차가 가능하다. 중앙 현관의 상부 지붕에는 반원 아치 지붕의 솟은 천창을 두어 중심성을 강조하였다. 주 벽체부에서 1층 벽의 창호는 화강석 수평 띠를 돌출시키고, 2층 창문은 중앙에 홍예석을 둔 세그멘탈 아치로 하고, 창 아래는 난간석 모양으로 장식하였다. 페디먼트부는 앞으로 약간 돌출되었으며, 벽부는 주 벽체부와 같으나 지붕에 페디먼트를 장식하였다. 여기에 원형의 탑을 붙였다. 원탑은 좌우측 끝과 측면 모서리 3곳에 설치됐는데, 그 지붕에는 돔을 얹어 놓았다. 전체적으로는 유럽 성관풍(城館風)의 르네상스양식이다.
이 건물은 광복 직후 화재로 내부 일부가 소실되었다. 그리고 한국전쟁 때 폭격 등으로 내부가 거의 파괴되었으나 1956년 5월부터 1958년 10월까지 복구되었다. 1981년 9월 25일에는 국가 중요문화재(사적 제280호)로 지정되었다.
1987년 12월 이 건물 후면에 한국은행 신관(현 본관)이 준공되면서, 1989년부터 이 건물은 원형 복원되어 2001년부터 화폐박물관으로 사용되고 있다. 화폐박물관 조성을 위한 설계 및 시공 과정에서 실내 공간의 높은 천장, 육중한 기둥 등 건축미를 살릴 수 있도록 하였다.

## 정보
- 주소 : 서울 중구 남대문로 39(남대문로3가 110) 한국은행 건물
- 개장 시간 : 화요일~일요일 10:00∼17:00
- 입장료 : 무료
- 휴일 : 월요일 / 12월 29일-1월 2일 / 설 연휴와 추석 연휴

## 같이 보기
- 대한민국의 박물관과 미술관 목록
- 대한민국의 국립 박물관 목록